# Axylou
Axylou (griechisch Αξύλου, türkisch Aksu) ist eine Gemeinde im Bezirk Paphos in der Republik Zypern. Bei der Volkszählung im Jahr 2021 hatte sie 64 Einwohner.

## Name
Der Name Axylou bedeutet „ohne Holz“. 1958 nahmen die Zyperntürken der Gemeinde den Namen Aksu an, was „weißes Wasser“ bedeutet.

## Lage und Umgebung

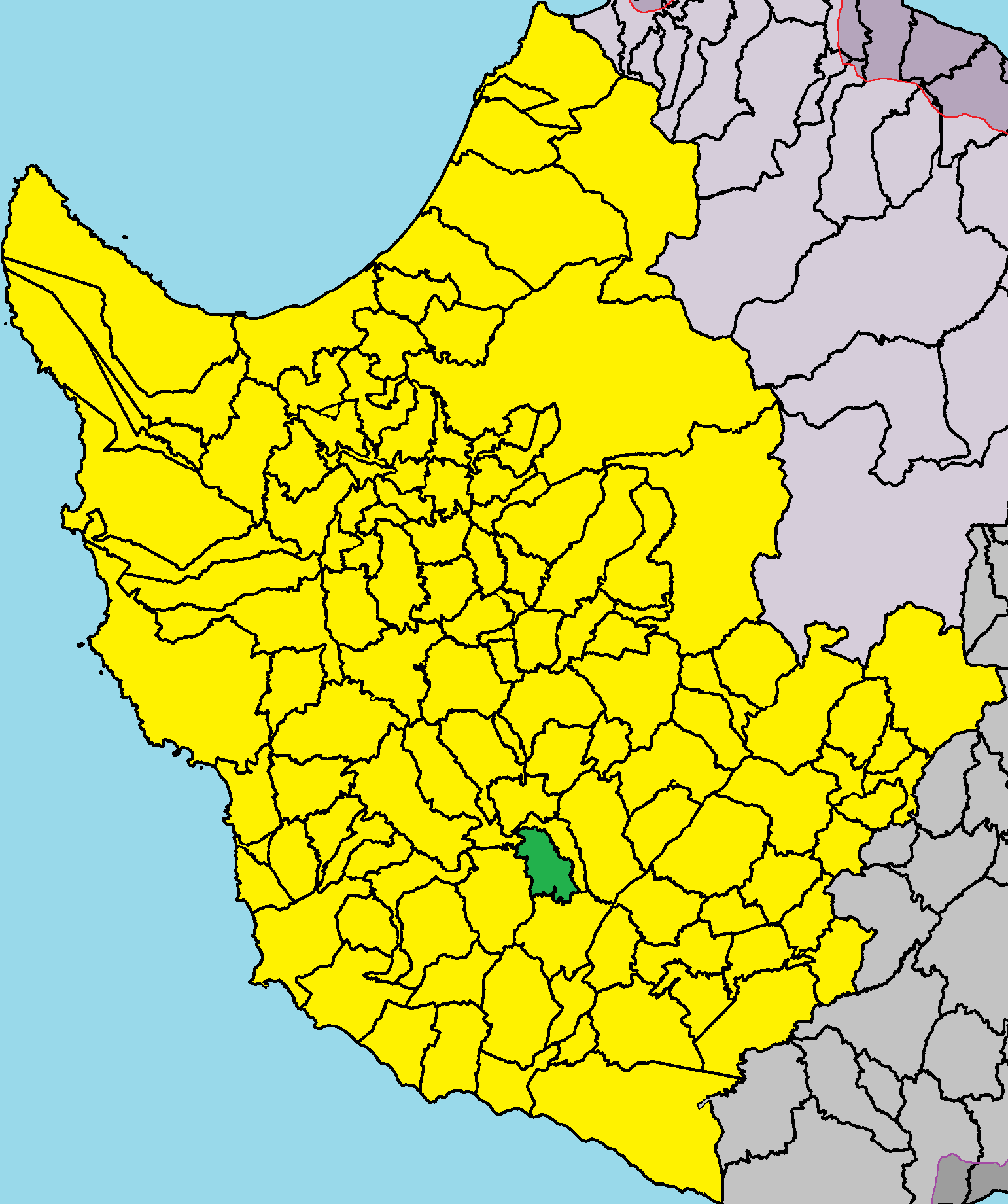
Lage im Bezirk Paphos

Axylou liegt im Westen der Mittelmeerinsel Zypern auf einer Höhe von etwa 350 Metern, etwa 15 Kilometer östlich von Paphos, 67 Kilometer nordwestlich von Limassol und etwa 150 Kilometer von Nikosia entfernt. Das 6,09725 Quadratkilometer große Dorf grenzt im Norden und Osten an Eledio, im Süden an Nata, im Westen an Episkopi und im Nordwesten an Kallepia und Pitargou. Das Dorf kann über die Straßen E606 und F622 erreicht werden.

## Geschichte
Vor 1953 befand sich die Siedlung Axylou einen Kilometer westlich des Standorts der heutigen Siedlung. Ein Erdbeben 1953 richtete große Schäden an der alten Siedlung an. Die britische Verwaltung von Zypern beschloss, die Siedlung an ihren derzeitigen Standort zu verlegen und Fertighäuser für die Bewohner zu bauen. Darüber hinaus wurden zusätzliche Häuser für 35 Zyperntürken aus der Nachbargemeinde Eledio gebaut, die dazu veranlasst wurden, sich in Axylou niederzulassen, anstatt ihre Häuser in der gemischten Gemeinde Eledio wieder aufzubauen, in der nur noch Zyperngriechen verblieben.

### Bevölkerungsentwicklung
Bis 1975 bestand die Bevölkerung von Axylou aus Zyperntürken. Bis 1960 lebten einige Zyperngriechen in der Gemeinde, deren Zahl nie 6 überstieg. 1953 ließen sich ungefähr 35 Zyperntürken aus der Nachbargemeinde Eledio in Axylou nieder. Während der interkommunalen Unruhen von 1958 ließen sich Zyperntürken aus Amargeti in Axylou nieder. Außerdem ließen sich während der interkommunalen Unruhen von 1963–64 Zyperntürken aus Pitargou, Kourdaka, Lemba und Choulou in Axylou nieder, von denen die meisten bis 1975 in Axylou blieben.
Nach der türkischen Invasion 1974 wurde Axylou in zwei Phasen evakuiert. Einige Zyperntürken flohen durch die Berge nach Nordzypern oder flohen zum britischen Stützpunkt Akrotiri, von wo aus sie im Januar 1975 nach Nordzypern verlegt wurden. Die verbleibenden Bewohner von Axylos wurden am 30. August 1975 unter UNFICYP-Eskorte nach Nordzypern verlegt. Die meisten ließen sich in Komi Kepir, Lapta, Karavas, Famagusta und Morfou nieder. Griechisch-zypriotische Flüchtlinge ließen sich in Axylou nieder. Viele von ihnen zogen jedoch in Gebiete näher an der Stadt und verließen Axylou.
Die folgende Tabelle zeigt die Bevölkerung der Gemeinde gemäß den in Zypern durchgeführten Volkszählungen.
| Jahr      | 1881 | 1891 | 1901 | 1911 | 1921 | 1931 | 1946 | 1960 | 1973 | 1976 | 1982 | 1992 | 2001 | 2011 | 2021 |
| Einwohner | 89   | 105  | 143  | 131  | 79   | 114  | 152  | 237  | 307  | 36   | 99   | 49   | 46   | 61   | 64   |